# Ralph Douglas Reye
R. Douglas Reye (5 avril 1912 - 16 juillet 1977) est un médecin australien  qui a donné son nom au syndrome de Reye.